# Ситани (Бихор)
Ситани (рум. Sitani) насеље је у Румунији у округу Бихор у општини Помезеу. Oпштина се налази на надморској висини од 153 m.

## Становништво
Према подацима из 2002. године у насељу је живело 543 становника, од којих су сви румунске националности.